# جيوفري بيل
جيوفري بيل (16 أبريل 1896 - 17 يناير 1984) (بالإنجليزية: Geoffrey Bell)‏ هو لاعب كريكت بريطاني وبريطاني (وحمل سابقاً جنسية المملكة المتحدة لبريطانيا العظمى وأيرلندا).